# محمد صمیمی (نماینده)
محمد صمیمی سیاست‌مدار و مدیر ارشد اجرایی ایرانی بود، که در دوره بیستم مجلس شورای ملی بعنوان نماینده رامهرمز از استان خوزستان در مجلس شورای ملی حضور داشت.